# Nachrichtentechnik-drahtgebundene Fernmeldelinien
Die Fachausbildung Nachrichtentechnik drahtgebundene Fernmeldelinien (NTD) war eine Spezialisierung des DDR-Ausbildungsberufes Facharbeiter für Nachrichtentechnik. Die Lehrlinge dieser Richtung wurden Fernmeldebaumonteure bei der Deutschen Post.
Die Ausbildung dauerte 2,5 Jahre, wenn gleichzeitig das Abitur erworben wurde, drei Jahre. 
Innerhalb der drei Jahre wurde der Lehrstoff für den Facharbeiterbrief und für das Abitur bewältigt. Die Ausbildung mit Abitur wurde nur an der Betriebsschule der Bezirksdirektion Deutsche Post Neubrandenburg angeboten.
Der spätere Bundesminister Wolfgang Tiefensee erwarb 1974 den Berufsabschluss als Facharbeiter für Nachrichtentechnik.